# Modrič (gmina Laško)
Modrič – wieś w Słowenii, w gminie Laško. W 2018 roku liczyła 13 mieszkańców.